# Arrondissement di Château-Chinon (Ville)
L'arrondissement di Château-Chinon (Ville) è una suddivisione amministrativa francese, situata nel dipartimento della Nièvre e nella regione della Borgogna-Franca Contea.

## Composizione
L'Arrondissement di Château-Chinon (Ville) raggruppa 72 comuni in 6 cantoni:
- cantone di Château-Chinon (Ville)
- cantone di Châtillon-en-Bazois
- cantone di Fours
- cantone di Luzy
- cantone di Montsauche-les-Settons
- cantone di Moulins-Engilbert